# نيلز كارلسن
نيلز كارلسن هو مصرفي نرويجي، ولد في 8 يناير 1734، وتوفي في 3 مايو 1809.